# Francisco Villa, Oaxaca
Francisco Villa är en ort i Mexiko.   Den ligger i kommunen Santo Tomás Ocotepec och delstaten Oaxaca, i den sydöstra delen av landet, 290 km sydost om huvudstaden Mexico City. Francisco Villa ligger 2 317 meter över havet och antalet invånare är 259.
Terrängen runt Francisco Villa är kuperad åt nordost, men åt sydväst är den bergig. Runt Francisco Villa är det ganska tätbefolkat, med 75 invånare per kvadratkilometer. Närmaste större samhälle är Heroica Ciudad de Tlaxiaco, 18,1 km nordost om Francisco Villa. I omgivningarna runt Francisco Villa växer i huvudsak blandskog.